# Juan Arce Mayora
Juan Arce Mayora (Vitòria, 20 d'agost de 1885 - ?) va ser un militar espanyol lleial a la República durant el període de la Guerra Civil Espanyola.

## Biografia
Durant el període de la Segona República va ser un dels oficials fundadors de la Unió Militar Republicana Antifeixista (UMRA).
En començar la Guerra civil tenia el rang de Tinent coronel. En la seva actuació de la defensa de Madrid sota el comandament de la 43a Brigada Mixta fins al 26 de novembre de 1936 (pertanyent a la 6a Divisió), va ser encarregat de la defensa del sector de la carretera d'Extremadura. Posteriorment va estar al capdavant de les divisions 6a i 9a en el Front del Centre. Durant un breu període també va manar el IV Cos d'Exèrcit, que cobria el front de Guadalajara. Més endavant, manaria la 37a Divisió en el Front d'Extremadura. Al començament de 1939 es trobava al capdavant de l'Acadèmia d'oficials de l'Exèrcit Popular de la República.
Després del final de la contesa, es va exiliar d'Espanya i, ja durant la Segona Guerra Mundial, va ser oficial de les Forces Franceses Lliures.